# Tisbe caymanensis
Tisbe caymanensis is een eenoogkreeftjessoort uit de familie van de Tisbidae. De wetenschappelijke naam van de soort is voor het eerst geldig gepubliceerd in 1984 door Yeatman.